# 波止場町

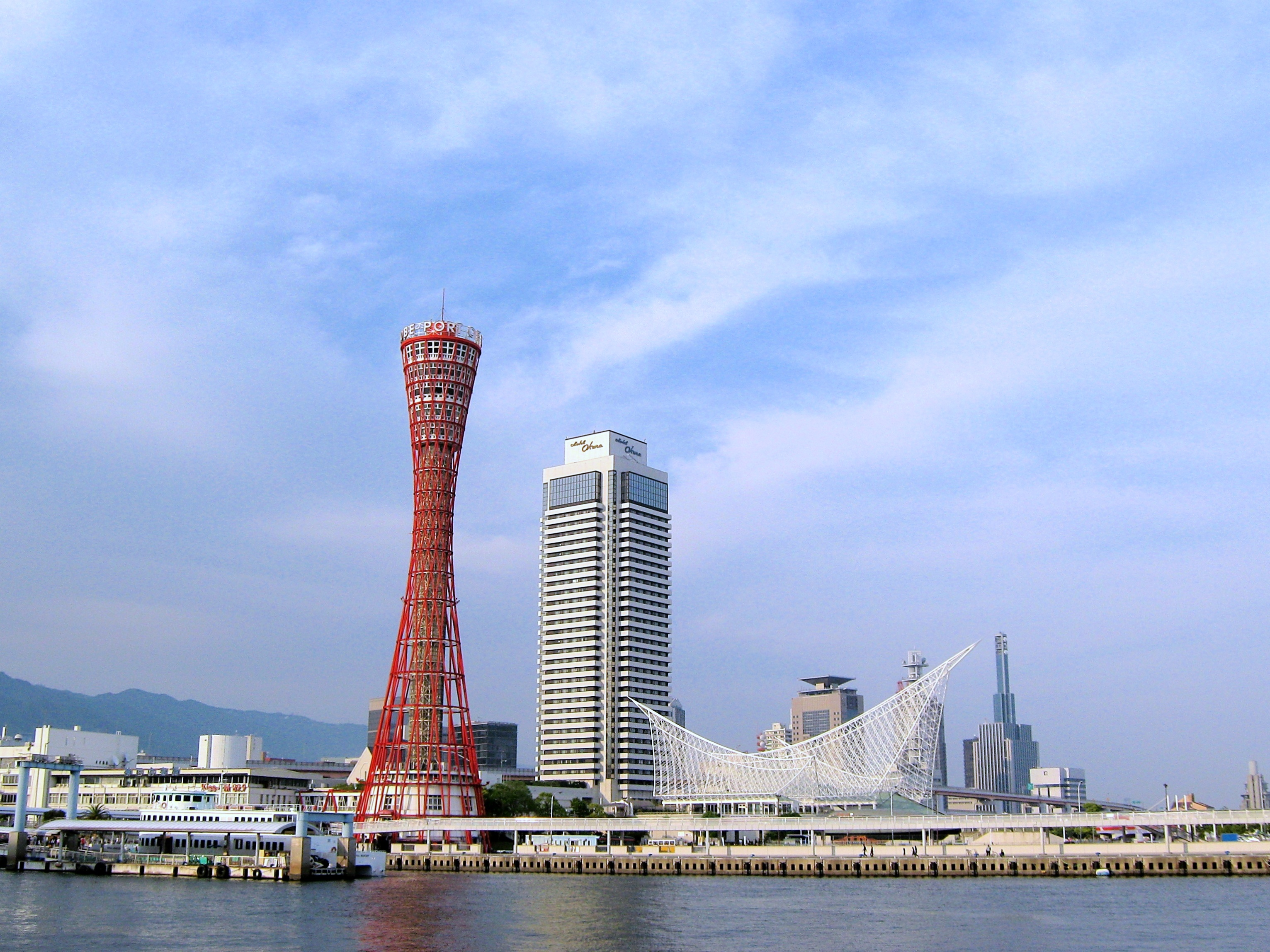
左より神戸ポートタワー、ホテルオークラ神戸、神戸海洋博物館。

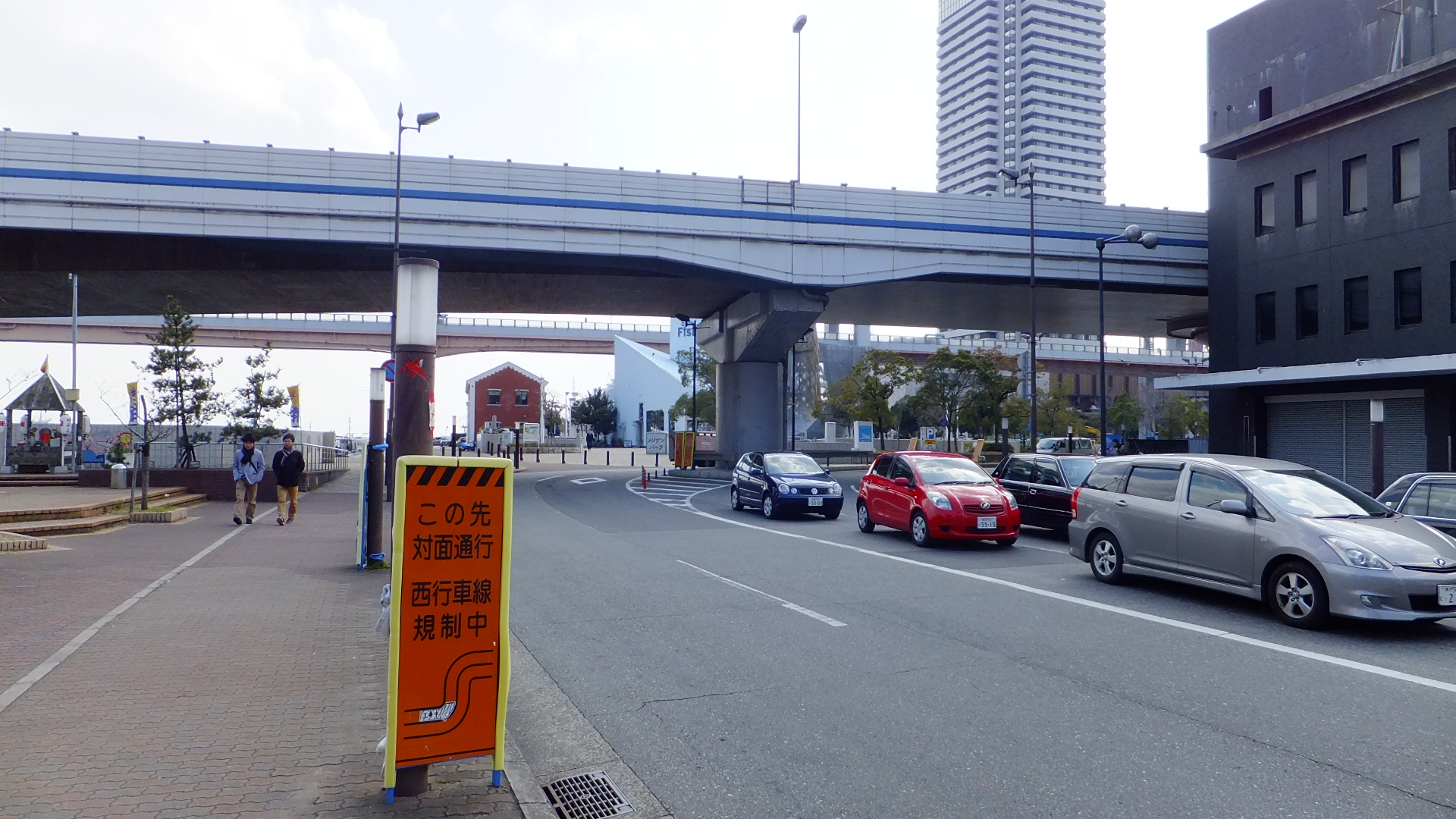
波止場町の街並み

波止場町（はとばちょう）は、兵庫県神戸市中央区の町名。住居表示実施済み区域。丁目を持たない単独町名である。郵便番号は650-0042。

## 地理
東は京橋から西は弁天埠頭跡の手前までを町域とする。北は中央区海岸通、東は同区新港町、西は同区弁天町に接し、南は海に面する。
メリケンパーク、中突堤、中突堤中央ターミナル（かもめりあ）を含み、その他にも倉庫・事務所ビル・港湾施設などが建つ商業・工業地域。
1980年代中頃にメリケン波止場 - 中突堤間の海域が埋立てられてメリケンパークとなり、1990年代後半に中突堤 - 弁天埠頭間の海域が国産波止場を飲み込む形で埋め立てられて中突堤中央ターミナル（かもめりあ）となった。

## 歴史
昭和12年（1937年）に神戸市神戸区弁天町・海岸通一～六丁目の各一部と埋立地から成立。昭和20年（1945年）より同市生田区、昭和55年（1980年）より同市中央区に所属。
慶応4年閏4月2日（1868年5月23日）に鯉川河口に作られた長さ18m・幅11mの波止場は、北側に米国領事館があったことからメリケン波止場の名で親しまれ、町名はこれに因む。

### 沿革
- 大正8年（1919年）：神戸港第二期修築工事で、海岸通一～六丁目地先の埋め立て工事が開始。
- 昭和12年（1937年）：新町名つけられる。
- 昭和33年（1958年）：国の各出先機関が入居する神戸港湾合同庁舎が完成。
- 昭和38年（1963年）：神戸開港90周年を記念して神戸ポートタワー・神戸国際港湾博物館（後継施設は神戸海洋博物館）を開設。
- 昭和55年（1980年）：一部が弁天町となり、海岸通一～六丁目の一部を編入。
- 昭和60年（1985年）：メリケンパーク用地の埋立地を編入。

## 人口統計
- 平成17年国勢調査（2005年10月1日現在）での世帯数192、人口293、うち男性194人、女性99人[1]。
- 昭和63年（1988年）の世帯数242・人口528[2]。
- 昭和35年（1960年）の世帯数64・人口474[2]。

## 施設
- 神戸第2地方合同庁舎
  - 第五管区海上保安本部
    - 神戸海上保安部

  - 神戸地方法務局
  - 神戸運輸監理部
  - 神戸地方海難審判所
- メリケン波止場
- メリケンパーク
  - ホテルオークラ神戸
  - 神戸海洋博物館
- 中突堤
  - 神戸ポートタワー
  - 神戸メリケンパークオリエンタルホテル
    - Kiss FM KOBE本社
    - 中突堤旅客ターミナル
- ノートルダム神戸
- 中突堤中央ターミナル（かもめりあ）
- ホテル ラ・スイート神戸ハーバーランド
- 神戸公共職業安定所（ハローワーク神戸）神戸港労働出張所